# Jogos do Bangladesh
Jogos do Bangladesh é o maior torneio multi-desporto em Bangladesh, onde os atletas e equipes esportivas de todos os distritos de Bangladesh participam. Iniciado em 1978, o evento entrou em um hiato após ser detido pela sétima vez em 2002, mas foi restaurado depois de quase 11 anos em 2013.

## História
A história dos Jogos do Bangladesh remonta ao período da Índia Britânica, no Subcontinente Indiano. A Associação Olímpica Indiana foi criada em 1927, a primeira edição dos Jogos Nacionais da Índia foi realizada em 1934. Atletas da atual Bangladesh, participaram do evento representando a Província de Bengala. Após a partição da Índia em 1947, Bangladesh tornou-se parte da recém-criada nação do Paquistão. A Associação Olímpica Paquistanesa foi criada em 1948 e, a partir do mesmo ano, começou a organizar os Jogos Nacionais do Paquistão. Bangladesh foi usado para a participação no evento, representando o Paquistão Oriental. Dhaka foi a cidade anfitriã do evento, em quatro ocasiões, em 1955, 1960, 1964 e 1968. Após a independência de Bangladesh, em 1971, os esportistas oficiais do país organizaram uma versão própria do evento. A primeira edição dos Jogos do Bangladesh foi realizada em 1978, de 15 a 19 de Março, sob o nome de Campeonatos Olímpicos do Bangladesh. no entanto, o início do evento foi distinto da Índia e do Paquistão, que foi iniciada antes da criação formal do Comitê Olímpico Nacional de Bangladesh, em 1979.
A primeira edição do evento contou com atletismo, basquete, boxe, ciclismo, ginástica, tiro, natação, vôlei, levantamento de peso e luta. A segunda edição foi realizada em 1980, como foi decidido realizar o evento de forma bienal. Neste momento, algumas alterações subsequentes foram feitas na formação do evento. O título foi alterado para Jogos do Bangladesh e decidiu-se realizar o evento a cada quatro anos. Assim, a terceira edição do evento foi realizada em 1984. O evento foi organizado regularmente até a sétima edição, que estava agendada para ter lugar em 2000, mas foi realizada em 2002. A oitava edição do evento foi realizada em 2013, depois de quase onze anos da edição anterior, e cinco anos a partir após a data originalmente prevista. Para reviver a popularidade do evento, uma festa de cerimônia de abertura foi realizada antes do início do evento. Esta edição contou com 31 disciplinas, tendo 346 eventos com quase dez mil atletas, funcionários e equipes envolvidas com ele.